# Adarnases IV d'Ibèria
Adarnases IV (mort l'any 923) fou un príncep de la dinastia Bagrationi, príncep de Javakètia del 876 a 897, duc del Baix Tao de 881 a 923, i finalment rei dels kartvels de 888 a 916.

## Biografia
Adarnases IV fou el fill de David I d'Ibèria. Després de la mort de Narses, l'homicida del seu pare, va aconseguir reprendre el seu títol de príncep d'Ibèria amb l'ajuda d'Asoci I d'Armènia. Vegeu Narses de Taoklardjètia.
Durant el seu regnat, el regne d'Abkhàzia va arribar al seu apogeu i va estendre la seva influència sobre el conjunt de terres d'Ibèria. Adarnases fou reduït per la potència dels reis abkhazis a un simple paper de rei titular d'Ibèria del 916 a la seva mort l'any 923. L'Imperi Romà d'Orient, del qual era el vassall, el va reconèixer tanmateix com curopalata de Ibèria de 891 a 923.
Adarnases IV es mostra sempre un fidel del fill d'Asoci el Gran d'Armènia, Simbaci I el Màrtir, que va sostenir contra pretendents al tron i contra el seu enemic l'emir Ahmed ben Isa ben Xeikh de Dyarbekir, antic governador d'Armènia per compte del Califa.
Malgrat la seva dèbil autoritat, fou el primer a rebre el 899 la corona reial de « Rei dels Georgians » (Rei dels kartvels) de mans del « Rei dels reis » Simbaci I d'Armènia, representant de la branca major dels bagràtides.

## Família i descendència
D'una esposa desconeguda va deixar a la seva mort cinc fills :
- David II d'Ibèria, rei dels kartvels ;
- Asoci II de Tao, duc de Tao ;
- Bagrat, magistros ;
- Sumbat d'Ibèria, rei dels kartvels ;
- una filla, que es va casar amb Constantí III d'Abkhàzia.